# Aroeiras (ort)
Aroeiras är en ort i Brasilien.   Den ligger i kommunen Aroeiras och delstaten Paraíba, i den östra delen av landet, 1 600 kilometer nordost om huvudstaden Brasília. Aroeiras ligger 341 meter över havet och antalet invånare är 7 019.
Terrängen runt Aroeiras är kuperad åt nordost, men åt sydväst är den platt. Runt Aroeiras är det ganska glesbefolkat, med 50 invånare per kvadratkilometer.. Aroeiras är det största samhället i trakten.
Omgivningarna runt Aroeiras är huvudsakligen savann.